# كبة مشوية
الكبة المشوية نوع من أنواع الكبة، تقدم في المطاعم أو تباع بأطباق خاصة لمن يرغب بتناولها في منزله. وعادة تصنع على شكل أقراص كبيرة وتحشى باللحم المخلوط بالدهن والشطة والجوز البلدي والرمّان الحب أو دبس الرمّان وتطلى قبل شويها بطبقة من شحمة الخروف لإعطائها نكهة لذيذة ولمعاناً براقا وحتى لا تكون جافة بحيث يصعب هضمها، وبعد ذلك يتم شويها على نار هادئة ويفضل الكثيرون تناولها مشوية على الفحم، حيث تأخذ شكلاً جميلاً وطعماً لذيذاً بخلاف تلك المشوية على أجهزة الشواء الكهربائية أو تلك التي تعمل على الغاز وتقدم الكبة المشوية كمقبلات أيضاً.